# Monte Yamsay
Il monte Yamsay (in inglese Yamsay Mountain) è un grande vulcano a scudo nella catena delle Cascate dell'Oregon centro-meridionale, situato a circa 56 km a est del lago Crater al confine tra la contea di Klamath e quella di Lake. Fa parte dell'arco vulcanico delle Cascate, ma si trova in una catena montuosa distante tra i 50 e gli 80 km dal gruppo principale del complesso. I membri più noti di quest'arco sono gli enormi scudi del vulcano Newberry, a circa 89 km più a nord in Oregon, e il vulcano del lago Medicine, a circa 130 km a sud nella California settentrionale. Lo Yamsay è il vulcano più alto dell'arco orientale, di quasi 90 m più alto del Newberry e del lago Medicine.
Un tempo parte centrale della mitologia delle tribù dei Klamath, la montagna offre attività ricreative quali l'escursionismo e l'equitazione. Storicamente, l'area circostante è stata abitata da tribù e coloni nativi americani per secoli. Fino agli anni '70, una torre di avvistamento antincendio si trovava sulla sommità della montagna e le sue fondamenta permangono fino ad oggi.

## Geografia e geologia

Diagramma della tettonica a zolle nella catena delle Cascate

Come altri vulcani della catena delle Cascate, lo Yamsay fu prodotto dalla subduzione della placca di Juan de Fuca oceanica sotto quella nordamericana. La collisione tra le due continua ancora attualmente a un tasso di 4 cm all'anno. Le Cascate costituiscono la maggioranza dei vulcani della costa occidentale nordamericana; vulcanicamente attivi per circa 36 milioni di anni, la roccia che compone le Cascate è leggermente più antica, datata tra i 55 e i 42 milioni di anni. Nel tentativo di catalogare i vulcani per età, gli scienziati in genere li dividono in due province: le High Cascades (i vulcani più giovani) e le Western Cascades, che comprendono i vulcani più vecchi.
Lo Yamsay, insieme al complesso vulcanico Simcoe, agli altopiani del lago Medicine e al monte Newberry, costituisce una serie di vulcani a scudo tra i 50 e i 60 km ad est della catena delle Cascate principale. Il vulcanismo in questi centri è diverso da altre eruzioni del posto e non deriva da aperture come accade tipicamente nella provincia di Basin and Range. I vulcani sembrano essere isolati dalle principali catene vulcaniche negli Stati Uniti nordoccidentali, anche se gli scienziati li inscrivono nelle Cascate.
Il vulcanismo recente nelle Cascate, durato da 7 a 2 miliardi di anni fa, generò materiale in gran parte a base di basalto e andesite basaltica (fino al 50%). Sul lato orientale delle High Cascades, tuttavia, si riversarono minerali quali dacite, andesite e riolite. Questi materiali diedero origine a diversi tipi di eruzioni, ovvero quelle che coinvolgevano flussi di lava, duomi e rocce piroclastiche. Nelle fasi di attività vulcanica più recente, andesite, basalto e riolite piovvero dai vulcani delle High Cascades, in particolare dalle Three Sisters, dal Broken Top, dal monte Hood, dal monte Jefferson e dal lago Crater.

## Clima ed ecologia
La catena delle Cascate presenta un clima sensibilmente diverso da ovest a est. Il lato ovest è ricco di foreste e presenta alberi come l'abete di Douglas (Pseudotsuga menziesii), la tsuga mertensiana, l'abete amabile (Abies amabilis) e il cipresso di Nootka (Callitropsis nootkatensis). Ad est delle Cascate, dove si trova lo Yamsay, il clima diventa molto più secco, a tratti addirittura arido. Le precipitazioni diminuiscono notevolmente e la vegetazione si fa più rada, con pini contorti (Pinus contorta), abeti del Colorado (Abies concolor), pini gialli (Pinus ponderosa) e ginepri (Juniperus). A sud prevalgono piante tipiche del chaparral come la Xerophyllum tenax e appartenenti al genere Purshia.
All'interno dell'areale esiste un bioma abbastanza diversificato, tra cui specie in via di estinzione come la salamandra del monte Larch (Plethodon larselli) e l'allocco macchiato (Strix occidentalis). Gli anfibi come le salamandre e le rane sono comuni, così come gli uccelli. I mammiferi della zona comprendono wapiti (Cervus elaphus canadensis), puma (Puma concolor), cervi muli (Odocoileus hemionus) e orsi neri (Ursus americanus). I pesci delle Cascate orientali includono il Deltistes luxatus e il Chasmistes brevirostris, entrambi endemici.

## Storia
Il nome Yamsay è una storpiatura del termine Yamsi, una variante di Yamash che significa "vento del nord". Questa montagna doveva essere la dimora di Kmukamtch, l'essere supremo nella mitologia di alcuni amerindi.
Storicamente, l'area della montagna era abitata da tribù dei Klamath, dei Modoc e degli Yahooskin. Questi ultimi vivevano a est del monte Yamsay, vicino all'odierna Lakeview. Il loro gruppo abitava 89.000 km² di terra negli odierni stati dell'Oregon e della California. I commercianti sono entrati nell'area ad un certo punto tra il 1825 e il 1827, dove lavorarono come cacciatori di pelli per la Compagnia della Baia di Hudson. Dopo l'apertura delle vie nel 1846, avvenne la costruzione di Fort Klamath nel 1863.
La città di Klamath Falls, a sud-ovest di Yamsay, sorse negli anni '20 e presentava la popolazione in più rapida crescita dell'Oregon. A contribuire al nuovo impulso e sviluppo demografico non si può omettere la realizzazione della Southern Pacific Railroad, completata nel 1909. Un simile evento spianò la strada al commercio di legname, che divenne il fulcro dei profitti ottenuti nell'area.
La montagna presenta una torre di avvistamento degli incendi dell'United States Forest Service (USFS) con una d'acciaio di 24 m costruita sulla vetta del Yamsay nel 1929. Rimossa dopo gli anni '70, oggi rimangono solo i resti della fondazione. Una strada sterrata è stata ultimata sulla sommità per servire la vedetta, ma questa andò abbandonata dopo che la torre venne rimossa. I 5,6 km sulla parte superiore ora costituiscono un sentiero escursionistico diretto alla vetta.

## Attività ricreative
Il Fremont National Recreation Trail attraversa l'area: offre ai turisti eccellenti vedute di altri punti di riferimento delle Cascate dell'Oregon, come il Bachelor, le Three Sisters, il Thielsen, lo Scott e lo Shasta. Altre attività ricreative possibili lungo il sentiero includono il trekking, l'equitazione e il ciclismo. Lo Yamsay appare inoltre come segmento dell'Oregon Timber Trail noto come Mazama Blowout.